# Markham, Washington
Markham är en ort i Grays Harbor County i delstaten Washington, USA.